# وسام عبد الله
الشيخ وسام عبد الله داعية مصري  ومستخدم برنامج بالتوك صاحب غرفة دردشة المسمّاة «إظهار الحق» سابقاً أو غرفة «الحوار الإسلامي المسيحي» حالياً (بالإنجليزية: oJJl Muslim Christian Dialogue oJJl)‏. وسام مواليد بورسعيد هاجر إلى الولايات المتحدة الأمريكية في عام 1983م وبدأ تجربته الدعوية من خلال البال توك في 1999، وفقا لمقابلته مع مجلة الأسرة - العدد 128 ذو القعدة 1424 - كما صرّح بأنه تعمق في دراسة الكتاب المقدس. وتخصص في دراسة الإنجيل والتوراة والكتاب المقدس بحسب مجلة الأسرة وبعض المواقع الإسلامية.
يقوم الشيخ وسام بالمناظرة باللغة العربية والإنجليزية عبر برنامج المحادثات بالتوك. ويقول أنه خلال أكثر من ثمانية سنوات من الدعوة عبر برنامج بالتوك وفي غرفته، استطاع أن يساهم في إسلام عدد من المسيحيين وذلك حسب بعض المواقع الإسلامية. وأن هذا العدد في تزايد مستمر بحسب صحيفة اليوم السعودية. وله عدة مشاركات في عدة قنوات منها قناة الرحمة الفضائية وقناة الحافظ وقناة الخليجية وأيضاً ذُكرت مناقشاته مع زكريا بطرس في قناة العربية.

## مناظراته
للشيخ وسام عدة مناظرات مع قساوسة مسيحيين منها مناظرة مع القمص عبد المسيح بسيط راعي كنيسة السيدة العذراء  ويتحدى وسام مناظرة أي قس على الهواء مباشرة من خلال برنامج له على قناة الأمة الفضائية  ويظهر هذا التحدي أيضاً من خلال موقعه على الإنترنت. وبموجب خبر في صحيفة بر مصر، قام وسام بإجراء اتصالات هاتفية مع أكثر من مائتي قسيس ولاهوتي منهم الأنبا بسنتي أسقف حلوان والمعصرة والأنبا مرقص أسقف شبرا الخيمة والأنبا أبرام عضو سكرتارية المجمع المقدس والأنبا موسى أسقف الشباب ودكتور كمال فريد ودكتور رسمي عبد الملاك مدير معهد الدراسات القبطية والأنبا ديمتريوس أسقف ملوي والقمس برنابا صليب حنا والقمص بولس عزيز حنا والقمص أبرام فهيم والقمص صليب توفيق والقمص مكاري يونان، لكن بعضهم رفض التكلم معه.
| مناظرته مع                | موضوع المناظرة            |
| ------------------------- | ------------------------- |
| الشماس يوسفوس             | الخطيئة الأصلية           |
| عبد المسيح بسيط أبو الخير | هل أعلن يسوع من هو الإله؟ |
| الكاهن لوف يو أس          | الأقانيم                  |
| القس الكاثوليكي فيشرمان   | التجسد                    |

### الأسئلة السبعة لوسام عبد الله
يتحدى وسام عبد الله كل مسيحي أن يجيب عن هذه الأسئلة من الكتاب المقدس بالدليل والبرهان ومن كلام يسوع المسيح، ويدعي وسام أنه لا أحد يستطيع الإجابة عن هذه الأسئلة.
أسئلة غرفة الحوار
1. أين قال المسيح أنا الله؟
2. أين طلب المسيح العبادة؟
3. أين قال المسيح أنا الله الظاهر في الجسد؟
4. أين تكلم المسيح عن الخطيئة الأصلية؟
5. أين قال المسيح أنا الله الإبن؟
6. أين قال أنا الله الكلمة؟
7. أين قال أنا الله الأقنوم الثاني؟